# Porsche 912
La Porsche 912, prodotta dal 1965 al 1969 era una variante economica della più celebre Porsche 911.

## Profilo e contesto
Di quest'ultima la 912 conservava la carrozzeria coupé (e dal 1966 anche targa) e l'intera meccanica, a parte il motore, che era il 4 cilindri boxer raffreddato ad aria di 1584 cm³ da 90 CV dell'ultima Porsche 356 SC. Semplificati, rispetto alla 911, anche gli interni.
Fu messa in produzione come modello di transizione tra l'uscita di listino della 356 SC e l'arrivo della Volkswagen-Porsche 914.
Ottenne un buon successo, grazie all'identità estetica con la sorella maggiore a 6 cilindri e al prezzo di listino sensibilmente inferiore.
Le prestazioni erano modeste, ma i consumi contenuti compensavano.
La sua produzione cessò alla fine del 1969 per far posto alla 914, tuttavia nel 1976 fu prodotta una piccola serie di 912 E con motore 4 cilindri boxer 2 litri (di origine Volkswagen) a iniezione da 86 CV per il mercato nordamericano.